# 우바리 (리비아)

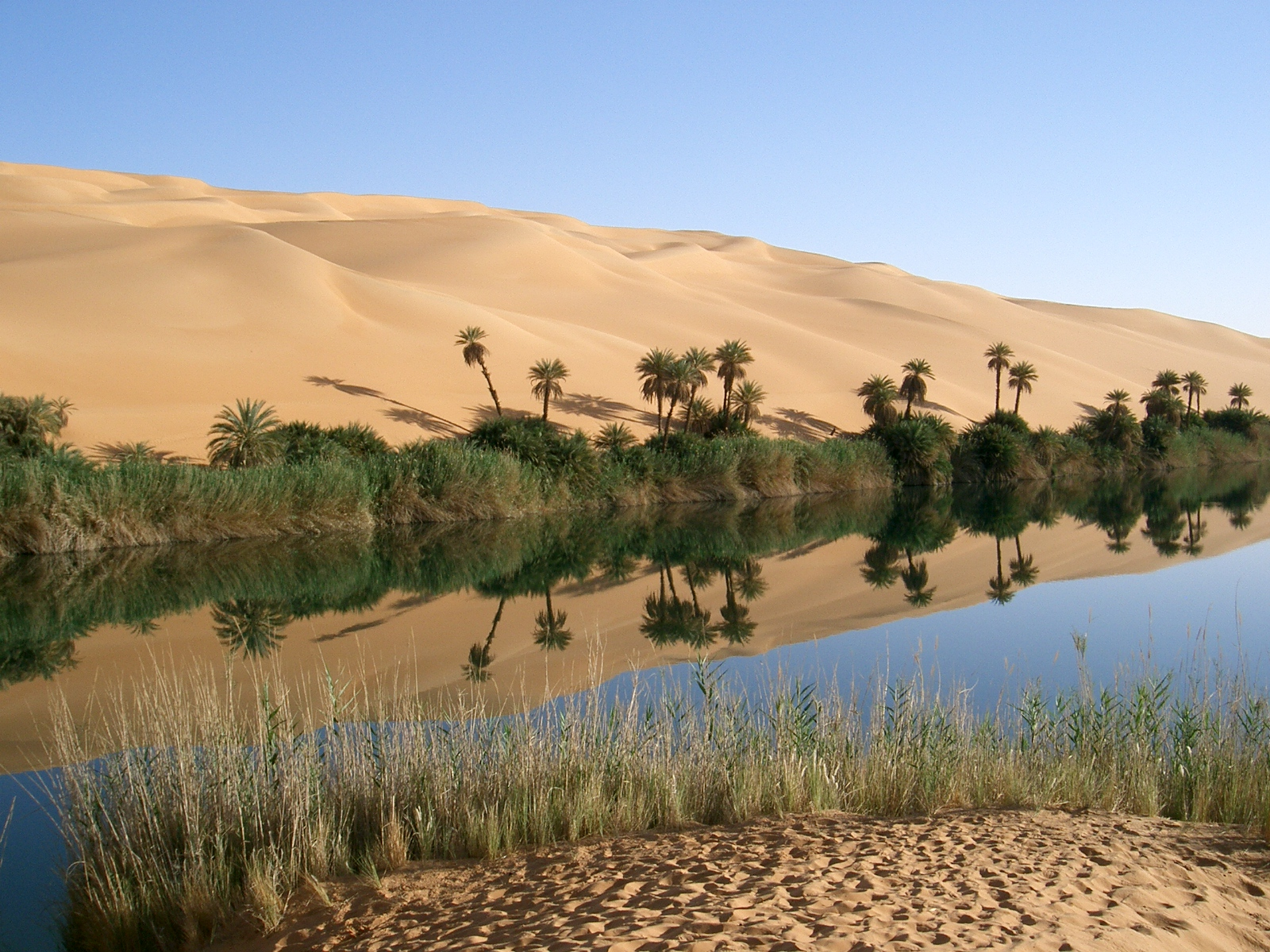
우바리

우바리(아랍어: أوباري)는 리비아 남서부에 위치한 도시로 와디알하야 주의 주도이며 높이는 468m, 인구는 35,000명(2009년 기준)이다. 사하라 사막의 오아시스 지대에 위치한다.